# État de Banganapalle
1790 – 23 février 1948
Entités précédentes :
- Raj britannique

Entités suivantes :
- Inde

L'État de Banganapalle est un ancien État princier en Inde qui avait pour capitale Banganapalle. Annexée par Hyderabad de 1831 à 1848, Banganapalle fut administrée par les Britanniques. En 1948, le souverain Gholam Ali Khan IV rejoignit l'Inde indépendante.

## Dirigeants

### Kiladars
- 1665 - 1686 : Mohammed Beg Khan (en) (+1686)
- 1686 - 1759 : Faiz Ali Khan (en) (+1759)
- 1759 - 1769 : Fazl Ali Khan II (en) (v.1749-1769)
- 1769 - 1783 : Hussein Ali Khan Ier (en)
- 1783 - 1822 : Gholam Alî Khân Ier (en) (+1825)
- 1822 - 1832 : Hussein Ali Khan II (en) (+1848)
- 1832 - 1848 : annexion par Hyderabad
- 1848 : Hussein Alî Khân II (rétabli)
- 1848 - 1868 : Gholam Mohammad Alî Khân II (+1868)
- 1868 - 1876 : Fath Alî Khân (1849-1905)

### Nawabs
- 1876 - 1905 : Fath Alî Khân
- 1905 - 1922 : Gholam Alî Khân III (1874-1922)
- 1922 - 1948 : Fazl Alî Khân III (1901-1948)
- 1948 : Gholam Ali Khan IV (1925-1983)

## Chefs de la Maison Royale (nawabs titulaires)
- 1948-1983 : Gholam Ali Khan IV
- 1983 -    : Fazl Ali Khan IV, né en 1959